# Chamaedorea plumosa
Chamaedorea plumosa är en enhjärtbladig växtart som beskrevs av Donald R. Hodel. Chamaedorea plumosa ingår i släktet Chamaedorea och familjen Arecaceae. Inga underarter finns listade i Catalogue of Life.